# Cidade Perdida de Z

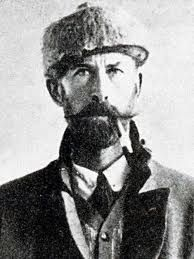
O pesquisador Britânico Percy Fawcett (em 1911), que acreditava que uma cidade indígena, que ele chamou de "a Cidade Perdida de Z", existiu na selva Brasileira.

A Cidade Perdida de Z é uma cidade indígena que o Coronel Percy Harrison Fawcett, um pesquisador Britânico, acreditava existir na selva do estado do Mato Grosso no Brasil. Baseada nas primeiras histórias da América do Sul e em suas próprias explorações da região do Rio Amazonas, Fawcett teorizou que uma civilização complexa tenha existido lá um dia, e que ruínas isoladas podem ter sobrevivido.

## História
Fawcett encontrou um documento conhecido como Manuscrito 512, mantido na Biblioteca Nacional do Brasil, que teria sido escrito pelo bandeirante português João da Silva Guimarães. João escreveu que em 1753 ele havia descoberto as ruínas de uma cidade antiga que continha arcos, uma estátua e um templo com hieróglifos. Ele descreveu as ruínas da cidade com muitos detalhes, mas sem informar sua localização.
O Manuscrito 512 foi escrito depois de explorações feitas no sertão da então província da Bahia. Fawcett pretendia empreender uma busca pela cidade como um objetivo secundário depois de "Z". Ele estava preparando uma expedição para encontrar "Z" quando irrompeu a  Primeira Guerra Mundial e o governo Britânico suspendeu seu patrocínio. Em 1920, Fawcett realizou uma expedição pessoal para encontrar a cidade, mas desistiu depois de ter uma febre e ter de matar sua besta de carga. Em uma segunda expedição cinco anos depois, Fawcett, seu filho Jack e um amigo deste último, Raleigh Rimell, desapareceram na selva do Mato Grosso.

## Possíveis influências de Fawcett
Pesquisadores acreditam que Fawcett pode ter sido influenciado em seu pensamento por informação que ele possa ter obtido de povos indígenas sobre o sítio arqueológico de Kuhikugu, perto das cabeceiras do Rio Xingu. Kuhikugu foi descoberto por ocidentais após a morte presumida de Fawcett em 1925. O sítio contém ruínas do que se estima ser vinte cidades e aldeias nas quais cerca de 50 mil pessoas podem ter morado um dia.

## Na cultura popular
Em 2005, o jornalista estadunidense David Grann publicou um artigo no The New Yorker sobre as expedições e descobertas de Fawcett, intitulado "The Lost City of Z" (A Cidade Perdida de Z). Em 2009, ele o transformou num livro de mesmo nome, e em 2016, ele foi adaptado pelo roteirista-diretor James Gray para um filme de mesmo nome estrelado por Charlie Hunnam, Robert Pattinson, e Sienna Miller.

## Leitura complementar
- Fawcett, Percy Harrison. Lost Trails, Lost Cities. [S.l.: s.n.] LCCN 53006980. OL 6134053M
- Grann, David (2009). The Lost City of Z: A Tale of Deadly Obsession in the Amazon. [S.l.: s.n.] ISBN 978-0-385-51353-1
- «A Cidade Perdida da Bahia: mito e arqueologia no Brasil Império». Revista Brasileira de História. 22. ISSN 1806-9347. doi:10.1590/S0102-01882002000100008
- Fleming, Peter. Brazilian Adventure. [S.l.: s.n.] LCCN 33031720. OCLC 4025443. OL 6296982M (Reimpresso pela Northwestern University Press , em 1999 ISBN 0-8101-6065-X.)
- «The Lost City of Z». The New Yorker. LXXXI. ISSN 0028-792X
- Gonçales, Luis Alexandre Franco. A Expedição Fawcett em busca da cidade perdida de Z - 2016 - Rio de Janeiro: [s.n.] 150 páginas. ISBN 978-85-919314-1-5